# Antonius und Cleopatra (1972)
Antonius und Cleopatra ist ein britisch-spanisch-schweizerischer Spielfilm. Die Verfilmung des gleichnamigen Stücks von William Shakespeare wurde 1972 unter der Regie von und mit Charlton Heston von The Rank Organisation produziert. Heston und Hildegarde Neil spielen die Titelrollen von Marcus Antonius und Kleopatra, Nebenrollen spielen Eric Porter, John Castle, Fernando Rey, Carmen Sevilla, Freddie Jones, Peter Arne, Douglas Wilmer, Julian Glover und Roger Delgado. Das Bild wurde von Peter Snell nach einem Drehbuch von Federico De Urrutia und dem Regisseur produziert.

## Produktion
Vertriebspartner in 21 Ländern stellten 65 % des Filmbudgets von 1,8 Millionen US-Dollar bereit (das eigentlich 2,7 Millionen US-Dollar betrug, aber Heston und Snell haben ihre Gebühren). Die restlichen 35 % wurden von einer Bank aufgebracht. Heston bat Orson Welles, Regie zu führen, aber Welles lehnte ab, also beschloss er, es selbst zu tun.
Der Film wurde in Spanien gedreht. Heston verwendete übrig gebliebenes Filmmaterial der Seeschlacht aus seinem Film Ben Hur von 1959 sowie Ausschnitte aus Cleopatra von 1963 wieder.
Charlton Heston hatte Marcus Antonius bereits in zwei früheren Shakespeare-Filmen gespielt, beides Adaptionen von Julius Caesar, die erste 1950, die zweite 1970 (ebenfalls produziert von Peter Snell).

## Synchronisation
Die deutsche Synchronfassung entstand 1984 beim Fernsehen der DDR Studio für Synchronisation, Berlin. Erik Veldre schrieb das Dialogbuch und Michael Rakow führte Regie.
| Figur           | Darsteller      | Deutscher Sprecher |
| --------------- | --------------- | ------------------ |
| Marcus Antonius | Charlton Heston | Jürgen Frohriep    |
| Kleopatra       | Hildegarde Neil | Angelika Waller    |
| Enobarbus       | Eric Porter     | Fred Alexander     |
| Octavius Caesar | John Castle     | Klaus Nietz        |
| Lepidus         | Fernando Rey    | Victor Deiß        |
| Octavia         | Carmen Sevilla  | Friederike Aust    |
| Pompeius        | Freddie Jones   | Horst Lampe        |
| Menas           | Peter Arne      | Horst Manz         |
| Agrippa         | Douglas Wilmer  | Wilfried Ortmann   |
| Wahrsager       | Roger Delgado   | Hasso Zorn         |
| Proculeius      | Julian Glover   | Jörg Knochée       |

## Kritiken
Der Film erhielt schlechte Kritiken und infolgedessen eine sehr begrenzte Veröffentlichung in den Vereinigten Staaten. Er wurde im März 2011 auf DVD veröffentlicht.